# 泰尔加泰
泰尔加泰（義大利語：Telgate），是意大利贝加莫省的一个市镇。总面积8.12平方公里，人口4849人，人口密度597.2人/平方公里（2009年）。国家统计（ISTAT）代码为016212。